# Список депутатов Государственной думы Российской Федерации IV созыва
В статье приводится состав Государственной думы Федерального собрания Российской Федерации четвёртого созыва по результатам выборов 7 декабря 2003 года, а также итоговый список депутатов Государственной думы, который отличается от изначального ввиду досрочного прекращения полномочий некоторых депутатов (из-за смерти или в результате добровольного сложения полномочий), а также перехода из одной фракции в другую или выхода ряда депутатов из любых фракций. Освободившиеся мандаты депутатов, избранных по одномандатным округам, заполняются посредством дополнительных выборов в этих же округах, а депутатов, избранных по партийным спискам, — посредством их передачи другим кандидатам из того же списка.

## Персональный составГосударственной Думы России IV созыва
Выбывшие депутаты выделены наклонным шрифтом.
| ФИО                                    | Дата начала полномочий | Блок (партия)                | Фракция     | Округ |
| -------------------------------------- | ---------------------- | ---------------------------- | ----------- | ----- |
| Абельцев, Сергей Николаевич            | 29.12.2003             | ЛДПР                         | ЛДПР        | фед.  |
| Аверченко, Владимир Александрович      | 29.12.2003             | НПРФ                         | ЕР          | 142   |
| Агеев, Александр Александрович         | 29.12.2003             | ЕР                           | ЕР          | 70    |
| Азарова, Надежда Борисовна             | 29.12.2003             | ЕР                           | ЕР          | фед.  |
| Аксаков, Анатолий Геннадьевич          | 29.12.2003             | НПРФ                         | СР-Р        | 34    |
| Алкснис, Виктор Имантович              | 29.12.2003             | ВРЕС                         | Вне фракций | 111   |
| Алфёров, Жорес Иванович                | 29.12.2003             | КПРФ                         | КПРФ        | фед.  |
| Амиров, Курбан-Али Амирович            | 29.12.2003             | ЕР                           | ЕР          | фед.  |
| Анохин, Павел Викторович               | 29.12.2003             | Самовыдвижение               | ЕР          | 139   |
| Антуфьев, Сергей Владимирович          | 29.12.2003             | ЕР                           | ЕР          | 169   |
| Апарина, Алевтина Викторовна           | 29.12.2003             | КПРФ                         | КПРФ        | фед.  |
| Аристов, Александр Михайлович          | 29.12.2003             | ЕР                           | ЕР          | фед.  |
| Аршба, Отари Ионович                   | 29.12.2003             | ЕР                           | ЕР          | фед.  |
| Асеев, Владимир Михайлович             | 29.12.2003             | ЕР                           | ЕР          | 221   |
| Аушев, Мухарбек Измаилович             | 29.12.2003             | ЕР                           | ЕР          | фед.  |
| Афанасьев, Александр Михайлович        | 29.12.2003             | КПРФ                         | ЕР          | фед.  |
| Афанасьева, Елена Владимировна         | 29.12.2003             | ЛДПР                         | ЛДПР        | фед.  |
| Афендулов, Сергей Алексеевич           | 29.12.2003             | Самовыдвижение               | ЕР          | 103   |
| Ашлапов, Николай Иванович              | 29.12.2003             | ЕР                           | ЕР          | фед.  |
| Аюпов, Мансур Анварович                | 29.12.2003             | ЕР                           | ЕР          | фед.  |
| Бабаков, Александр Михайлович          | 29.12.2003             | Родина                       | СР-Р        | фед.  |
| Бабич, Михаил Викторович               | 29.12.2003             | ЕР                           | ЕР          | 81    |
| Бабошкин, Анатолий Васильевич          | 29.12.2003             | ЕР                           | ЕР          | фед.  |
| Бабурин, Сергей Николаевич             | 29.12.2003             | Родина                       | Вне фракций | фед.  |
| Багишаев, Зайнулла Абдулгалимович      | 29.12.2003             | ЕР                           | ЕР          | фед.  |
| Бадалов, Рубен Михайлович              | 26.04.2004             | Родина                       | СР-Р        | фед.  |
| Баков, Антон Алексеевич                | 29.12.2003             | ПВРЖ                         | ЕР          | 167   |
| Баржанова, Маргарита Валерьевна        | 29.12.2003             | ЕР                           | ЕР          | фед.  |
| Барзыкин, Юрий Александрович           | 29.12.2003             | ЕР                           | ЕР          | фед.  |
| Баринов, Игорь Вячеславович            | 29.12.2003             | ЕР                           | ЕР          | 161   |
| Баскаев, Аркадий Георгиевич            | 29.12.2003             | НПРФ                         | ЕР          | 109   |
| Басыгысов, Виталий Николаевич          | 29.12.2003             | Самовыдвижение               | ЕР          | 21    |
| Безбородов, Николай Максимович         | 29.12.2003             | Самовыдвижение               | РНВС        | 96    |
| Бездольный, Александр Васильевич       | 29.12.2003             | ЕР                           | ЕР          | фед.  |
| Белоусов, Александр Николаевич         | 29.12.2003             | НПРФ                         | ЕР          | 153   |
| Беляков, Александр Семёнович           | 29.12.2003             | ЕР                           | ЕР          | фед.  |
| Бенедиктов, Николай Анатольевич        | 29.12.2003             | КПРФ                         | КПРФ        | фед.  |
| Бенин, Андрей Александрович            | 29.12.2003             | Самовыдвижение               | ЕР          | 206   |
| Билалов, Ахмед Гаджиевич               | 29.12.2003             | ЕР                           | ЕР          | фед.  |
| Ближина, Любовь Фёдоровна              | 29.12.2003             | ЛДПР                         | ЛДПР        | фед.  |
| Блохин, Евгений Евгеньевич             | 29.10.2004             | ЕР                           | ЕР          | 187   |
| Бобырев, Валентин Васильевич           | 29.12.2003             | ЛДПР                         | ЕР          | фед.  |
| Богомолов, Валерий Николаевич          | 29.12.2003             | ЕР                           | ЕР          | фед.  |
| Богомольный, Евгений Исаакович         | 29.12.2003             | ЕР                           | ЕР          | 29    |
| Боос, Георгий Валентинович             | 29.12.2003             | ЕР                           | ЕР          | 196   |
| Борзова, Ольга Георгиевна              | 29.12.2003             | ЕР                           | ЕР          | фед.  |
| Борцов, Николай Иванович               | 29.12.2003             | ЕР                           | ЕР          | 102   |
| Броницын, Андрей Юрьевич               | 29.12.2003             | ЛДПР                         | ЛДПР        | фед.  |
| Бугера, Михаил Евгеньевич              | 29.12.2003             | ЕР                           | ЕР          | фед.  |
| Булаев, Николай Иванович               | 29.12.2003             | ЕР                           | ЕР          | 149   |
| Буратаева, Александра Манджиевна       | 29.12.2003             | ЕР                           | ЕР          | фед.  |
| Буренин, Андрей Викторович             | 29.12.2003             | ЕР                           | ЕР          | фед.  |
| Бурыкина, Наталья Викторовна           | 29.12.2003             | ЕР                           | ЕР          | фед.  |
| Быков, Владимир Иванович               | 06.04.2007             | ЕР                           | ЕР          | фед.  |
| Варенников, Валентин Иванович          | 29.12.2003             | Родина                       | СР-Р        | фед.  |
| Варшавский, Вадим Евгеньевич           | 17.10.2005             | ЕР                           | ЕР          | 144   |
| Васильев, Владимир Абдуалиевич         | 29.12.2003             | ЕР                           | ЕР          | 173   |
| Васильев, Владимир Алексеевич          | 29.12.2003             | ЕР                           | ЕР          | 200   |
| Васильев, Иван Афанасьевич             | 29.12.2003             | Самовыдвижение               | ЕР          | 171   |
| Васильев, Юрий Викторович              | 29.12.2003             | ЕР                           | ЕР          | фед.  |
| Ветров, Константин Владимирович        | 29.12.2003             | ЛДПР                         | ЛДПР        | фед.  |
| Видьманов, Виктор Михайлович           | 29.12.2003             | КПРФ                         | КПРФ        | фед.  |
| Викторов, Иван Кириллович              | 29.12.2003             | Родина                       | Вне фракций | фед.  |
| Виноградов, Борис Алексеевич           | 29.12.2003             | Самовыдвижение               | СР-Р        | 60    |
| Войтенко, Виктор Петрович              | 29.12.2003             | НПРФ                         | ЕР          | 188   |
| Волков, Алексей Николаевич             | 29.12.2003             | ЕР                           | ЕР          | 98    |
| Волков, Юрий Николаевич                | 29.12.2003             | ЕР                           | ЕР          | фед.  |
| Волковский, Василий Иванович           | 07.04.2005             | ЕР                           | ЕР          | фед.  |
| Володин, Вячеслав Викторович           | 29.12.2003             | ЕР                           | ЕР          | 156   |
| Воробчуков, Сергей Анатольевич         | 29.12.2003             | Самовыдвижение               | ЕР          | 128   |
| Воробьёв, Андрей Юрьевич               | 29.12.2003             | ЕР                           | ЕР          | фед.  |
| Воронин, Павел Юрьевич                 | 29.12.2003             | Самовыдвижение               | ЕР          | 56    |
| Востротин, Валерий Александрович       | 29.12.2003             | ЕР                           | ЕР          | фед.  |
| Габдрахманов, Ильдар Нуруллович        | 29.12.2003             | ЕР                           | ЕР          | фед.  |
| Гаджиев, Магомед Тажудинович           | 29.12.2003             | Самовыдвижение               | ЕР          | 10    |
| Гайнуллина, Фарида Исмагиловна         | 29.12.2003             | ЕР                           | ЕР          | фед.  |
| Галичанин, Евгений Николаевич          | 29.12.2003             | ЕР                           | ЕР          | фед.  |
| Галушкин, Василий Иванович             | 29.12.2003             | ЕР                           | ЕР          | 71    |
| Гальченко, Валерий Владимирович        | 29.12.2003             | НПРФ                         | ЕР          | 105   |
| Гартунг, Валерий Карлович              | 29.12.2003             | Самовыдвижение               | Вне фракций | 186   |
| Гасанов, Магомедкади Набиевич          | 29.12.2003             | ЕР                           | ЕР          | фед.  |
| Герасименко, Николай Фёдорович         | 29.12.2003             | НПРФ                         | ЕР          | 35    |
| Геращенко, Виктор Владимирович         | 29.12.2003             | Родина                       | СР-Р        | фед.  |
| Гильмутдинов, Ильдар Ирекович          | 29.12.2003             | ЕР                           | ЕР          | фед.  |
| Гималов, Рафаэль Имамович              | 29.12.2003             | Самовыдвижение               | ЕР          | 217   |
| Глазьев, Сергей Юрьевич                | 29.12.2003             | Родина                       | СР-Р        | 113   |
| Глотов, Сергей Александрович           | 29.12.2003             | Родина                       | РНВС        | фед.  |
| Говоров, Леонид Владимирович           | 17.03.2006             | ЕР                           | ЕР          | 196   |
| Говорухин, Станислав Сергеевич         | 09.12.2005             | ЕР                           | ЕР          | 201   |
| Голиков, Георгий Георгиевич            | 29.12.2003             | Самовыдвижение               | ЕР          | 64    |
| Головатюк, Андрей Михайлович           | 29.12.2003             | ЛДПР                         | ЛДПР        | фед.  |
| Гончар, Николай Николаевич             | 29.12.2003             | Самовыдвижение               | ЕР          | 202   |
| Горбачёв, Владимир Лукич               | 29.12.2003             | ЕР                           | ЕР          | 41    |
| Горюнов, Владимир Дмитриевич           | 29.12.2003             | Самовыдвижение               | ЕР          | 73    |
| Горячева, Светлана Петровна            | 29.12.2003             | Самовыдвижение               | Вне фракций | 53    |
| Гостев, Руслан Георгиевич              | 29.12.2003             | КПРФ                         | КПРФ        | фед.  |
| Грачев, Владимир Александрович         | 29.12.2003             | ЕР                           | ЕР          | фед.  |
| Гребенников, Валерий Васильевич        | 29.12.2003             | ЕР                           | ЕР          | 193   |
| Гребенюк, Владимир Дмитриевич          | 29.12.2003             | ЕР                           | ЕР          | 147   |
| Грешневиков, Анатолий Николаевич       | 29.12.2003             | Родина                       | СР-Р        | 190   |
| Григорьев, Сергей Михайлович           | 29.12.2003             | Родина                       | СР-Р        | фед.  |
| Гришанков, Михаил Игнатьевич           | 29.12.2003             | ЕР                           | ЕР          | 184   |
| Гришин, Виктор Иванович                | 29.12.2003             | ЕР                           | ЕР          | 20    |
| Гришуков, Владимир Витальевич          | 29.12.2003             | КПРФ                         | КПРФ        | фед.  |
| Груздев, Владимир Сергеевич            | 29.12.2003             | ЕР                           | ЕР          | 204   |
| Грызлов, Борис Вячеславович            | 29.12.2003             | ЕР                           | ЕР          | фед.  |
| Губайдуллин, Ринат Шайхуллович         | 29.12.2003             | ЕР                           | ЕР          | 24    |
| Губкин, Анатолий Алексеевич            | 29.12.2003             | ЕР                           | ЕР          | фед.  |
| Гудков, Геннадий Владимирович          | 29.12.2003             | НПРФ                         | СР-Р        | 107   |
| Гузанов, Алексей Анатольевич           | 29.12.2003             | ЕР                           | ЕР          | фед.  |
| Гуров, Александр Иванович              | 29.12.2003             | ЕР                           | ЕР          | фед.  |
| Гусаков, Дмитрий Вячеславович          | 29.12.2003             | ЛДПР                         | ЛДПР        | фед.  |
| Гуцериев, Саит-Салам Сафарбекович      | 29.12.2003             | ЕР                           | ЕР          | фед.  |
| Давлетова, Камиля Жаудатовна           | 29.12.2003             | ЕР                           | ЕР          | 5     |
| Давыдов, Александр Семёнович           | 29.12.2003             | КПРФ                         | КПРФ        | фед.  |
| Демчук, Николай Васильевич             | 29.12.2003             | ЕР                           | ЕР          | 1     |
| Денин, Николай Васильевич              | 29.12.2003             | ЕР                           | ЕР          | 66    |
| Денисов, Валентин Петрович             | 29.12.2003             | ЕР                           | ЕР          | фед.  |
| Денисов, Олег Иванович                 | 29.12.2003             | Родина                       | СР-Р        | фед.  |
| Деренковский, Виктор Яковлевич         | 29.12.2003             | ЕР                           | ЕР          | 168   |
| Динес, Игорь Юрьевич                   | 29.12.2003             | ЕР                           | ЕР          | фед.  |
| Дмитриева, Оксана Генриховна           | 29.12.2003             | Развитие предпринимательства | Вне фракций | 213   |
| Дорошенко, Галина Степановна           | 29.12.2003             | Самовыдвижение               | ЕР          | 42    |
| Драганов, Валерий Гаврилович           | 29.12.2003             | ЕР                           | ЕР          | 191   |
| Драпеко, Елена Григорьевна             | 29.12.2003             | КПРФ                         | СР-Р        | фед.  |
| Друсинов, Валентин Дмитриевич          | 29.12.2003             | ЕР                           | ЕР          | фед.  |
| Дубовик, Владимир Анатольевич          | 29.12.2003             | Самовыдвижение               | ЕР          | 170   |
| Дубровин, Сергей Иннокентьевич         | 29.12.2003             | Самовыдвижение               | ЕР          | 84    |
| Дубровский, Виктор Николаевич          | 29.12.2003             | ЕР                           | ЕР          | фед.  |
| Дятленко, Валерий Владимирович         | 29.12.2003             | ЕР                           | ЕР          | 143   |
| Егиазарян, Ашот Геворкович             | 29.12.2003             | ЛДПР                         | ЛДПР        | фед.  |
| Езерский, Николай Николаевич           | 29.12.2003             | КПРФ                         | КПРФ        | фед.  |
| Елизаров, Илья Елизарович              | 29.12.2003             | ЛДПР                         | СР-Р        | фед.  |
| Елисейкин, Станислав Агафонович        | 29.12.2003             | ЕР                           | ЕР          | 104   |
| Ельцов, Виктор Николаевич              | 29.12.2003             | ЕР                           | ЕР          | фед.  |
| Емельянов, Михаил Васильевич           | 29.12.2003             | Яблоко                       | ЕР          | 146   |
| Ерёмин, Дмитрий Владимирович           | 29.12.2003             | ЕР                           | ЕР          | 183   |
| Еремеев, Олег Витальевич               | 29.12.2005             | ЕР                           | ЕР          | фед.  |
| Ермолин, Анатолий Александрович        | 29.12.2003             | ЕР                           | Вне фракций | фед.  |
| Ждакаев, Иван Андреевич †              | 29.12.2003             | КПРФ                         | КПРФ        | 160   |
| Жидких, Владимир Александрович         | 29.12.2003             | ЕР                           | ЕР          | 174   |
| Жириновский, Владимир Вольфович        | 29.12.2003             | ЛДПР                         | ЛДПР        | фед.  |
| Житинкин, Сергей Владимирович          | 29.12.2003             | ЕР                           | ЕР          | фед.  |
| Жуков, Александр Дмитриевич            | 29.12.2003             | ЕР                           | ЕР          | 199   |
| Жуков, Андрей Дмитриевич               | 29.12.2003             | Родина                       | ЕР          | фед.  |
| Заварзин, Виктор Михайлович            | 29.12.2003             | Самовыдвижение               | ЕР          | 88    |
| Завгаев, Ахмар Гапурович               | 29.12.2003             | Самовыдвижение               | ЕР          | 32    |
| Задорнов, Михаил Михайлович            | 29.12.2003             | Яблоко                       | Вне фракций | 201   |
| Залепухин, Николай Петрович            | 29.12.2003             | ЕР                           | ЕР          | фед.  |
| Залиханов, Михаил Чоккаевич            | 29.12.2003             | ЕР                           | ЕР          | фед.  |
| Заполев, Михаил Михайлович             | 29.12.2003             | КПРФ                         | КПРФ        | фед.  |
| Затулин, Константин Фёдорович          | 29.12.2003             | ЕР                           | ЕР          | 197   |
| Заяшников, Евгений Николаевич          | 29.12.2003             | ЕР                           | ЕР          | 189   |
| Зубалев, Владимир Степанович           | 31.05.2007             | Родина                       | Вне фракций | фед.  |
| Зубицкий, Борис Давыдович              | 29.12.2003             | ЕР                           | ЕР          | фед.  |
| Зубов, Валерий Михайлович              | 29.12.2003             | Самовыдвижение               | СР-Р        | 50    |
| Зюганов, Геннадий Андреевич            | 29.12.2003             | КПРФ                         | КПРФ        | фед.  |
| Зяблицев, Евгений Геннадьевич          | 23.03.2004             | НПРФ                         | Вне фракций | 162   |
| Иванов, Анатолий Семёнович             | 29.12.2003             | НПРФ                         | ЕР          | 155   |
| Иванов, Валентин Борисович             | 29.12.2003             | ЕР                           | ЕР          | 180   |
| Иванов, Евгений Викторович             | 29.12.2003             | ЛДПР                         | ЛДПР        | фед.  |
| Иванов, Сергей Владимирович            | 29.12.2003             | ЛДПР                         | ЛДПР        | фед.  |
| Иванов, Юрий Павлович                  | 29.12.2003             | КПРФ                         | КПРФ        | фед.  |
| Иванова, Валентина Николаевна          | 29.12.2003             | ЕР                           | ЕР          | 208   |
| Иванова, Светлана Васильевна           | 16.10.2006             | КПРФ                         | КПРФ        | 160   |
| Иванченко, Леонид Андреевич            | 29.12.2003             | КПРФ                         | Вне фракций | фед.  |
| Игошин, Игорь Николаевич               | 29.12.2003             | КПРФ                         | ЕР          | 68    |
| Илюхин, Виктор Иванович                | 29.12.2003             | КПРФ                         | КПРФ        | фед.  |
| Исаев, Андрей Константинович           | 29.12.2003             | ЕР                           | ЕР          | фед.  |
| Исаков, Игорь Анатольевич              | 29.12.2003             | ЕР                           | ЕР          | 49    |
| Ищенко, Александр Николаевич           | 29.12.2003             | Самовыдвижение               | ЕР          | 54    |
| Казаков, Борис Анушеванович            | 29.12.2003             | Самовыдвижение               | ЕР          | 43    |
| Казаков, Виктор Алексеевич             | 29.12.2003             | ЕР                           | ЕР          | 151   |
| Казаковцев, Владимир Александрович †   | 29.12.2003             | КПРФ                         | КПРФ        | фед.  |
| Кальметьев, Марс Рахматуллович         | 29.12.2003             | ЕР                           | ЕР          | 4     |
| Камалетдинов, Венер Хаернасович        | 29.12.2003             | ЕР                           | ЕР          | 7     |
| Камшилов, Пётр Петрович                | 29.12.2003             | ЕР                           | ЕР          | 157   |
| Каноков, Арсен Баширович               | 29.12.2003             | ЛДПР                         | ЛДПР        | фед.  |
| Капков, Сергей Александрович           | 29.12.2003             | ЕР                           | ЕР          | фед.  |
| Карелин, Александр Александрович       | 29.12.2003             | ЕР                           | ЕР          | фед.  |
| Каретников, Владимир Владимирович      | 07.04.2005             | ЕР                           | ЕР          | фед.  |
| Кармазина, Раиса Васильевна            | 29.12.2003             | ЕР                           | ЕР          | 48    |
| Кармеев, Анбяр Арифуллович             | 29.12.2003             | ЕР                           | ЕР          | фед.  |
| Катальников, Владимир Дмитриевич       | 29.12.2003             | Самовыдвижение               | ЕР          | 148   |
| Катренко, Владимир Семёнович           | 29.12.2003             | ЕР                           | ЕР          | 55    |
| Кашин, Владимир Иванович               | 29.12.2003             | КПРФ                         | КПРФ        | фед.  |
| Квицинский, Юлий Александрович         | 29.12.2003             | КПРФ                         | КПРФ        | фед.  |
| Керимов, Сулейман Абусаидович          | 29.12.2003             | ЛДПР                         | ЕР          | фед.  |
| Кибирев, Борис Григорьевич             | 29.12.2003             | КПРФ                         | КПРФ        | фед.  |
| Климов, Андрей Аркадьевич              | 29.12.2003             | Самовыдвижение               | ЕР          | 216   |
| Климов, Владимир Владимирович          | 29.12.2003             | ЕР                           | ЕР          | 94    |
| Клинцевич, Франц Адамович              | 29.12.2003             | ЕР                           | ЕР          | фед.  |
| Клюкин, Александр Николаевич           | 29.12.2003             | ЕР                           | ЕР          | 47    |
| Клюс, Виктор Александрович             | 29.12.2003             | ЕР                           | ЕР          | фед.  |
| Кнорр, Андрей Филиппович               | 29.12.2003             | ЕР                           | ЕР          | 38    |
| Кобзон, Иосиф Давыдович                | 29.12.2003             | Самовыдвижение               | ЕР          | 215   |
| Ковалев, Николай Дмитриевич            | 29.12.2003             | ЕР                           | ЕР          | фед.  |
| Ковалев, Олег Иванович                 | 29.12.2003             | ЕР                           | ЕР          | фед.  |
| Коваль, Александр Павлович             | 29.12.2003             | ЕР                           | ЕР          | фед.  |
| Коган, Александр Борисович             | 29.12.2003             | ЕР                           | ЕР          | 132   |
| Коган, Юрий Владимирович               | 10.12.2004             | ЛДПР                         | ЛДПР        | 181   |
| Кодзоев, Башир Ильясович               | 29.12.2003             | Самовыдвижение               | ЕР          | 13    |
| Козерадский, Анатолий Александрович    | 29.12.2003             | ЕР                           | ЕР          | 118   |
| Козловский, Александр Александрович    | 29.12.2003             | ЕР                           | ЕР          | фед.  |
| Кокошин, Андрей Афанасьевич            | 29.12.2003             | ЕР                           | ЕР          | фед.  |
| Колесников, Виктор Михайлович          | 29.12.2003             | Самовыдвижение               | ЕР          | 86    |
| Колесников, Сергей Иванович            | 29.12.2003             | НПРФ                         | ЕР          | 82    |
| Комарова, Наталья Владимировна         | 29.12.2003             | ЕР                           | ЕР          | 225   |
| Комиссаров, Валерий Яковлевич          | 29.12.2003             | ЕР                           | ЕР          | 19    |
| Кондакова, Елена Владимировна          | 29.12.2003             | ЕР                           | ЕР          | фед.  |
| Кондауров, Алексей Петрович            | 29.12.2003             | КПРФ                         | КПРФ        | фед.  |
| Кондратенко, Николай Игнатович         | 29.12.2003             | КПРФ                         | КПРФ        | фед.  |
| Конев, Юрий Михайлович                 | 29.12.2003             | НПРФ                         | ЕР          | 178   |
| Коржаков, Александр Васильевич         | 29.12.2003             | ЕР                           | ЕР          | 176   |
| Коробов, Максим Леонидович             | 29.12.2003             | ЕР                           | ЕР          | фед.  |
| Коршунов, Лев Александрович            | 29.12.2003             | Самовыдвижение               | ЕР          | 37    |
| Косариков, Александр Николаевич        | 29.12.2003             | ЕР                           | ЕР          | фед.  |
| Косачев, Константин Иосифович          | 29.12.2003             | ЕР                           | ЕР          | фед.  |
| Косоуров, Виктор Семёнович             | 29.12.2003             | ЕР                           | ЕР          | фед.  |
| Кравец, Александр Алексеевич           | 29.12.2003             | КПРФ                         | КПРФ        | фед.  |
| Кравченко, Валерий Николаевич          | 29.12.2003             | ЕР                           | ЕР          | фед.  |
| Крашенинников, Павел Владимирович      | 29.12.2003             | СПС                          | ЕР          | 185   |
| Крупчак, Владимир Ярославович          | 29.12.2003             | Самовыдвижение               | ЕР          | 61    |
| Крутов, Александр Николаевич           | 29.12.2003             | Родина                       | РНВС        | фед.  |
| Куваев, Александр Александрович        | 29.12.2003             | КПРФ                         | СР-Р        | фед.  |
| Кузин, Валерий Владимирович †          | 29.12.2003             | Самовыдвижение               | ЕР          | 220   |
| Кузнецов, Василий Федотович            | 29.12.2003             | ЕР                           | ЕР          | 9     |
| Кузнецов, Виктор Егорович              | 29.12.2003             | КПРФ                         | КПРФ        | фед.  |
| Кулик, Геннадий Васильевич             | 29.12.2003             | ЕР                           | ЕР          | 15    |
| Куликов, Анатолий Сергеевич            | 29.12.2003             | ЕР                           | ЕР          | фед.  |
| Куликов, Олег Анатольевич              | 16.06.2006             | КПРФ                         | КПРФ        | фед.  |
| Купцов, Валентин Александрович         | 29.12.2003             | КПРФ                         | КПРФ        | фед.  |
| Курдюмов, Александр Борисович          | 29.12.2003             | ЛДПР                         | ЛДПР        | фед.  |
| Курьянович, Николай Владимирович       | 29.12.2003             | ЛДПР                         | Вне фракций | фед.  |
| Лазарев, Георгий Геннадьевич           | 29.12.2003             | ЕР                           | ЕР          | фед.  |
| Лазуткин, Виктор Александрович         | 29.12.2003             | Самовыдвижение               | ЕР          | 136   |
| Лахова, Екатерина Филипповна           | 29.12.2003             | ЕР                           | ЕР          | фед.  |
| Лебедев, Александр Евгеньевич          | 29.12.2003             | Родина                       | ЕР          | фед.  |
| Лебедев, Игорь Владимирович            | 29.12.2003             | ЛДПР                         | ЛДПР        | фед.  |
| Лебедева, Марина Яковлевна             | 29.12.2003             | Родина                       | ЕР          | фед.  |
| Леонов, Николай Сергеевич              | 29.12.2003             | Родина                       | РНВС        | фед.  |
| Леонтьев, Георгий Карпеевич            | 29.12.2003             | НПРФ                         | ЕР          | 163   |
| Липатов, Юрий Александрович            | 29.12.2003             | ЕР                           | ЕР          | фед.  |
| Литвинов, Владимир Александрович †     | 29.12.2003             | ЕР                           | ЕР          | 144   |
| Литвинов, Николай Петрович             | 29.12.2003             | ЕР                           | ЕР          | 40    |
| Лихачев, Алексей Евгеньевич            | 29.12.2003             | СПС                          | ЕР          | 121   |
| Локоть, Анатолий Евгеньевич            | 29.12.2003             | КПРФ                         | КПРФ        | 126   |
| Лосский, Юрий Васильевич †             | 29.12.2003             | Самовыдвижение               | ЕР          | 187   |
| Лунцевич, Валентин Васильевич          | 29.12.2003             | ЕР                           | ЕР          | фед.  |
| Магдеев, Марат Фаикович                | 29.12.2003             | ЕР                           | ЕР          | 23    |
| Макаров, Андрей Михайлович             | 29.12.2003             | ЕР                           | ЕР          | 90    |
| Макашов, Альберт Михайлович            | 29.12.2003             | КПРФ                         | КПРФ        | 152   |
| Максимова, Надежда Сергеевна           | 29.12.2003             | ЕР                           | ЕР          | 16    |
| Малашенко, Виктор Александрович        | 17.03.2006             | ЕР                           | ЕР          | 66    |
| Малеев, Валерий Геннадьевич            | 16.10.2006             | ЕР                           | ЕР          | 220   |
| Малышкин, Олег Александрович           | 29.12.2003             | ЛДПР                         | Вне фракций | фед.  |
| Мальцева, Людмила Давыдовна            | 27.03.2006             | ЕР                           | ЕР          | фед.  |
| Мальчихин, Валерий Андреевич           | 29.12.2003             | ЕР                           | ЕР          | 62    |
| Маммаев, Мамма Нурмагомедович          | 29.12.2003             | ЕР                           | ЕР          | фед.  |
| Маргелов, Виталий Васильевич           | 29.12.2003             | ЕР                           | ЕР          | фед.  |
| Маркелов, Михаил Юрьевич               | 23.07.2004             | Родина                       | СР-Р        | фед.  |
| Мартынов, Борис Алексеевич             | 25.04.2006             | ЕР                           | ЕР          | фед.  |
| Маслюков, Юрий Дмитриевич              | 29.12.2003             | КПРФ                         | КПРФ        | фед.  |
| Махачев, Гаджи Нухиевич                | 29.12.2003             | НПРФ                         | ЕР          | 12    |
| Махмудов, Махмуд Гаджулаевич           | 29.12.2003             | КПРФ                         | КПРФ        | фед.  |
| Мащенко, Олег Иванович                 | 29.12.2003             | Родина                       | СР-Р        | фед.  |
| Медведев, Евгений Николаевич           | 29.12.2003             | ЕР                           | ЕР          | фед.  |
| Медведев, Павел Алексеевич             | 29.12.2003             | ЕР                           | ЕР          | 203   |
| Медведев, Юрий Германович              | 29.12.2003             | ЕР                           | ЕР          | 138   |
| Мединский, Владимир Ростиславович      | 29.12.2003             | ЕР                           | ЕР          | фед.  |
| Мельников, Иван Иванович               | 29.12.2003             | КПРФ                         | КПРФ        | фед.  |
| Митрофанов, Алексей Валентинович       | 29.12.2003             | ЛДПР                         | Вне фракций | фед.  |
| Мокрый, Владимир Семёнович             | 29.12.2003             | ЕР                           | ЕР          | 154   |
| Морозов, Александр Владимирович        | 23.03.2004             | ЕР                           | ЕР          | 207   |
| Морозов, Игорь Николаевич              | 29.12.2003             | ЕР                           | СР-Р        | 150   |
| Морозов, Олег Викторович               | 29.12.2003             | ЕР                           | ЕР          | 25    |
| Москалец, Александр Петрович           | 29.12.2003             | ЕР                           | ЕР          | фед.  |
| Мосякин, Иван Яковлевич                | 29.12.2003             | Самовыдвижение               | ЕР          | 134   |
| Муравленко, Сергей Викторович          | 29.12.2003             | КПРФ                         | КПРФ        | фед.  |
| Мусатов, Иван Михайлович               | 29.12.2003             | ЛДПР                         | ЛДПР        | фед.  |
| Мусатов, Михаил Иванович               | 29.12.2003             | ЛДПР                         | ЛДПР        | фед.  |
| Мухаметзакиров, Анвар Мухаметкадырович | 29.12.2003             | ЕР                           | ЕР          | фед.  |
| Мухина, Елена Юрьевна                  | 29.12.2003             | Родина                       | РНВС        | фед.  |
| Муцоев, Зелимхан Аликоевич             | 29.12.2003             | НПРФ                         | ЕР          | 166   |
| Назмеев, Юрий Гаязович †               | 29.12.2003             | ЕР                           | ЕР          | фед.  |
| Нарочницкая, Наталия Алексеевна        | 29.12.2003             | Родина                       | СР-Р        | фед.  |
| Насташевский, Святослав Анатольевич    | 29.12.2003             | Самовыдвижение               | СР-Р        | 125   |
| Нахушев, Заурби Ахмедович              | 29.12.2003             | ЕР                           | ЕР          | 14    |
| Неверов, Сергей Иванович               | 29.12.2003             | ЕР                           | ЕР          | 91    |
| Невзоров, Александр Глебович           | 29.12.2003             | Самовыдвижение               | Вне фракций | 100   |
| Нефёдов, Виктор Леонидович             | 29.12.2003             | ЕР                           | ЕР          | фед.  |
| Никитин, Владимир Петрович             | 29.12.2003             | Самовыдвижение               | СР-Р        | 85    |
| Никитин, Владимир Степанович           | 29.12.2003             | КПРФ                         | КПРФ        | фед.  |
| Нюдюрбегов, Асанбуба Нюдюрбегович      | 29.12.2003             | Самовыдвижение               | ЕР          | 11    |
| Овсянников, Владимир Анатольевич       | 29.12.2003             | ЛДПР                         | ЛДПР        | фед.  |
| Огоньков, Алексей Валентинович         | 29.12.2003             | ЕР                           | ЕР          | фед.  |
| Ольшанский, Николай Михайлович         | 29.12.2003             | Самовыдвижение               | ЕР          | 78    |
| Ондар, Чылгычы Чимит-Доржуевич         | 29.12.2003             | Самовыдвижение               | ЕР          | 28    |
| Опекунов, Виктор Семёнович             | 29.12.2003             | ЕР                           | ЕР          | фед.  |
| Орголайнен, Александр Арович           | 29.12.2003             | ЕР                           | ЕР          | 75    |
| Осадчий, Сергей Юрьевич                | 29.12.2003             | ЕР                           | ЕР          | 205   |
| Останина, Нина Александровна           | 29.12.2003             | КПРФ                         | КПРФ        | 92    |
| Островский, Алексей Владимирович       | 29.12.2003             | ЛДПР                         | ЛДПР        | фед.  |
| Оськина, Вера Егоровна                 | 29.12.2003             | ЕР                           | ЕР          | фед.  |
| Павлов, Николай Александрович          | 29.12.2003             | Родина                       | СР-Р        | фед.  |
| Панина, Бэлла Леонидовна               | 29.12.2003             | ЕР                           | ЕР          | фед.  |
| Панина, Елена Владимировна             | 29.12.2003             | ЕР                           | ЕР          | 195   |
| Панов, Валерий Викторович              | 29.12.2003             | Самовыдвижение               | ЕР          | 182   |
| Панченко, Ирина Александровна          | 29.12.2003             | Самовыдвижение               | ЕР          | 223   |
| Пастухов, Борис Николаевич             | 29.12.2003             | ЕР                           | ЕР          | фед.  |
| Паутов, Виктор Николаевич              | 29.12.2003             | Самовыдвижение               | КПРФ        | 69    |
| Пекарев, Владимир Янович               | 29.12.2003             | Самовыдвижение               | ЕР          | 110   |
| Пекпеев, Сергей Тимурович              | 29.12.2003             | АПР                          | ЕР          | 2     |
| Пепеляева, Лиана Витальевна            | 29.12.2003             | ЕР                           | ЕР          | фед.  |
| Пехтин, Владимир Алексеевич            | 29.12.2003             | ЕР                           | ЕР          | фед.  |
| Пивненко, Валентина Николаевна         | 29.12.2003             | ЕР                           | ЕР          | 17    |
| Пирожникова, Людмила Владимировна      | 29.12.2003             | ЕР                           | ЕР          | фед.  |
| Плескачевский, Виктор Семёнович        | 29.12.2003             | ЕР                           | ЕР          | фед.  |
| Плетнева, Тамара Васильевна            | 29.12.2003             | КПРФ                         | КПРФ        | фед.  |
| Плигин, Владимир Николаевич            | 29.12.2003             | ЕР                           | ЕР          | фед.  |
| Плотников, Владимир Николаевич         | 29.12.2003             | АПР                          | Вне фракций | 72    |
| Плохотнюк, Борис Владимирович          | 29.12.2003             | Самовыдвижение               | ЕР          | 133   |
| Пожигайло, Павел Анатольевич           | 29.12.2003             | ЕР                           | ЕР          | фед.  |
| Полуханов, Андрей Анатольевич          | 06.04.2007             | ЛДПР                         | ЛДПР        | фед.  |
| Попов, Сергей Александрович            | 29.12.2003             | ЕР                           | ЕР          | фед.  |
| Попов, Сергей Алексеевич               | 29.12.2003             | Яблоко                       | Вне фракций | 212   |
| Похмелкин, Виктор Валерьевич           | 29.12.2003             | НКАР                         | Вне фракций | 140   |
| Прозоровский, Валерий Владимирович     | 29.12.2003             | ЕР                           | ЕР          | фед.  |
| Прощин, Сергей Александрович           | 29.12.2003             | Родина                       | ЕР          | фед.  |
| Рагозин, Кирилл Иосифович †            | 29.12.2003             | ЕР                           | ЕР          | фед.  |
| Райков, Геннадий Иванович              | 29.12.2003             | НПРФ                         | ЕР          | 179   |
| Рашкин, Валерий Фёдорович              | 29.12.2003             | КПРФ                         | КПРФ        | фед.  |
| Резник, Борис Львович                  | 29.12.2003             | Самовыдвижение               | ЕР          | 59    |
| Резник, Владислав Матусович            | 29.12.2003             | ЕР                           | ЕР          | фед.  |
| Решульский, Сергей Николаевич          | 29.12.2003             | КПРФ                         | КПРФ        | фед.  |
| Рогозин, Дмитрий Олегович              | 29.12.2003             | Родина                       | СР-Р        | 76    |
| Родионов, Игорь Николаевич             | 29.12.2003             | Родина                       | СР-Р        | фед.  |
| Родионов, Юрий Николаевич              | 29.12.2003             | ЕР                           | ЕР          | фед.  |
| Розенбаум, Александр Яковлевич         | 29.12.2003             | ЕР                           | ЕР          | фед.  |
| Розуван, Алексей Михайлович            | 29.12.2003             | ЕР                           | ЕР          | 93    |
| Ройзман, Евгений Вадимович             | 29.12.2003             | Самовыдвижение               | СР-Р        | 165   |
| Рокицкий, Михаил Рафаилович            | 29.12.2003             | ЕР                           | ЕР          | фед.  |
| Романов, Валентин Степанович           | 29.12.2003             | КПРФ                         | КПРФ        | фед.  |
| Романов, Пётр Васильевич               | 29.12.2003             | КПРФ                         | КПРФ        | фед.  |
| Рохмистров, Максим Станиславович       | 29.12.2003             | ЛДПР                         | ЛДПР        | фед.  |
| Рубежанский, Петр Николаевич           | 29.12.2003             | ЕР                           | ЕР          | фед.  |
| Руденский, Игорь Николаевич            | 29.12.2003             | ЕР                           | ЕР          | 135   |
| Рудикова, Любовь Михайловна            | 29.12.2003             | ЕР                           | ЕР          | фед.  |
| Рыжков, Владимир Александрович         | 29.12.2003             | Самовыдвижение               | Вне фракций | 36    |
| Рязанский, Валерий Владимирович        | 29.12.2003             | ЕР                           | ЕР          | 198   |
| Саблин, Дмитрий Вадимович              | 29.12.2003             | ЕР                           | ЕР          | 114   |
| Саввиди, Иван Игнатьевич               | 29.12.2003             | ЕР                           | ЕР          | фед.  |
| Савельев, Андрей Николаевич            | 29.12.2003             | Родина                       | РНВС        | фед.  |
| Савельев, Дмитрий Владимирович         | 29.12.2003             | Родина                       | ЕР          | 175   |
| Савельев, Юрий Петрович                | 29.12.2003             | Родина                       | РНВС        | фед.  |
| Савельева, Ирина Валентиновна          | 29.12.2003             | Родина                       | Вне фракций | фед.  |
| Савицкая, Светлана Евгеньевна          | 29.12.2003             | КПРФ                         | КПРФ        | фед.  |
| Савостьянова, Валентина Борисовна      | 29.12.2003             | ПВРЖ                         | СР-Р        | 137   |
| Савченко, Олег Владимирович            | 29.12.2003             | ЕР                           | ЕР          | фед.  |
| Сайфуллин, Франис Аскарьянович         | 29.12.2003             | ЕР                           | ЕР          | 3     |
| Салихов, Альберт Ильдусович            | 29.12.2003             | ЕР                           | ЕР          | 26    |
| Самошин, Андрей Анатольевич            | 29.12.2003             | Самовыдвижение               | СР-Р        | 177   |
| Сапожников, Николай Иванович           | 29.12.2003             | КПРФ                         | КПРФ        | фед.  |
| Сарычев, Александр Викторович          | 29.12.2003             | ЕР                           | ЕР          | 222   |
| Сафаралиев, Гаджимет Керимович         | 29.12.2003             | ЕР                           | ЕР          | фед.  |
| Свечников, Пётр Григорьевич            | 29.12.2003             | КПРФ                         | КПРФ        | фед.  |
| Свиридов, Валентин Валентинович        | 29.12.2003             | ЛДПР                         | ЛДПР        | фед.  |
| Севастьянов, Виталий Иванович          | 29.12.2003             | КПРФ                         | КПРФ        | 39    |
| Селезнёв, Геннадий Николаевич          | 29.12.2003             | ПВРЖ                         | РНВС        | 209   |
| Селиверстова, Ольга Юрьевна            | 29.12.2003             | Самовыдвижение               | ЕР          | 87    |
| Семаго, Владимир Владимирович          | 16.06.2006             | ЕР                           | ЕР          | фед.  |
| Семёнов, Виктор Александрович          | 29.12.2003             | ЕР                           | ЕР          | 108   |
| Семёнов, Павел Владимирович            | 29.12.2003             | ЕР                           | ЕР          | 33    |
| Семенченко, Анатолий Фёдорович         | 29.12.2003             | Самовыдвижение               | ЕР          | 57    |
| Семеньков, Василий Иванович            | 29.12.2003             | ЕР                           | ЕР          | 67    |
| Семигин, Геннадий Юрьевич              | 29.12.2003             | КПРФ                         | РНВС        | 31    |
| Сентюрин, Юрий Петрович                | 29.12.2003             | Родина                       | ЕР          | 117   |
| Сергиенко, Валерий Иванович            | 29.12.2003             | Родина                       | КПРФ        | фед.  |
| Сивиркин, Дмитрий Вадимович            | 19.09.2006             | ЕР                           | ЕР          | фед.  |
| Сигуткин, Алексей Алексеевич           | 29.12.2003             | ЕР                           | ЕР          | 141   |
| Сизов, Александр Александрович         | 29.12.2003             | ЕР                           | ЕР          | фед.  |
| Симановский, Леонид Яковлевич          | 29.12.2003             | ЕР                           | ЕР          | фед.  |
| Сироткин, Сергей Никанорович           | 29.12.2003             | ЛДПР                         | ЛДПР        | фед.  |
| Ситнов, Виктор Владимирович            | 29.12.2003             | ЕР                           | ЕР          | 219   |
| Скорлуков, Олег Альбертович            | 29.12.2003             | ЛДПР                         | ЛДПР        | фед.  |
| Скоробогатько, Александр Иванович      | 29.12.2003             | ЛДПР                         | ЕР          | фед.  |
| Скоч, Андрей Владимирович              | 29.12.2003             | Самовыдвижение               | ЕР          | 65    |
| Слиска, Любовь Константиновна          | 29.12.2003             | ЕР                           | ЕР          | фед.  |
| Слуцкий, Леонид Эдуардович             | 29.12.2003             | ЛДПР                         | ЛДПР        | фед.  |
| Смирнова, Светлана Константиновна      | 29.12.2003             | ЕР                           | ЕР          | 30    |
| Смоленский, Владимир Иванович          | 29.12.2003             | Самовыдвижение               | ЕР          | 115   |
| Смолин, Олег Николаевич                | 29.12.2003             | КПРФ                         | КПРФ        | 129   |
| Собко, Сергей Васильевич               | 29.12.2003             | КПРФ                         | КПРФ        | 112   |
| Соломатин, Егор Юрьевич                | 29.12.2003             | ЛДПР                         | СР-Р        | фед.  |
| Спиридонов, Юрий Алексеевич            | 29.12.2003             | Самовыдвижение               | СР-Р        | 18    |
| Стальмахов, Владимир Александрович     | 29.12.2003             | ЕР                           | ЕР          | 119   |
| Старков, Анатолий Михайлович           | 29.12.2003             | ЕР                           | ЕР          | 8     |
| Степанова, Зоя Михайловна              | 29.12.2003             | Самовыдвижение               | ЕР          | 145   |
| Столяров, Олег Анатольевич             | 29.12.2003             | ЕР                           | ЕР          | 224   |
| Стрельников, Александр Николаевич      | 29.12.2003             | ЕР                           | ЕР          | фед.  |
| Стрельченко, Сергей Георгиевич         | 29.12.2003             | ЕР                           | ЕР          | фед.  |
| Суровов, Сергей Борисович              | 29.12.2003             | Родина                       | СР-Р        | фед.  |
| Султанов, Шамиль Загитович             | 29.12.2003             | ЕР                           | ЕР          | фед.  |
| Сухой, Николай Авксентьевич            | 29.12.2003             | ЕР                           | ЕР          | 159   |
| Сысоев, Александр Митрофанович         | 29.12.2003             | Самовыдвижение               | ЕР          | 79    |
| Табачков, Николай Ильич                | 29.12.2003             | ЕР                           | ЕР          | фед.  |
| Тарасюк, Василий Михайлович            | 29.12.2003             | ЛДПР                         | ЛДПР        | фед.  |
| Тарачев, Владимир Александрович        | 29.12.2003             | ЕР                           | ЕР          | фед.  |
| Тепляков, Евгений Нодариевич           | 07.10.2005             | ЛДПР                         | ЛДПР        | фед.  |
| Тетерин, Василий Николаевич            | 28.02.2006             | ЕР                           | ЕР          | фед.  |
| Тимченко, Вячеслав Степанович          | 29.12.2003             | ЕР                           | ЕР          | фед.  |
| Ткачев, Алексей Николаевич             | 29.12.2003             | Самовыдвижение               | ЕР          | 45    |
| Трепов, Евгений Александрович          | 29.12.2003             | ЕР                           | ЕР          | 95    |
| Третьяк, Владислав Александрович       | 29.12.2003             | Самовыдвижение               | ЕР          | 158   |
| Трофимов, Евгений Николаевич           | 29.12.2003             | ЕР                           | ЕР          | фед.  |
| Тюлькин, Виктор Аркадьевич             | 29.12.2003             | КПРФ                         | КПРФ        | фед.  |
| Тягунов, Александр Александрович       | 29.12.2003             | ЕР                           | ЕР          | 172   |
| Тян, Любомир Индекович                 | 29.12.2003             | ЕР                           | ЕР          | 120   |
| Усольцев, Василий Иванович             | 29.12.2003             | ЕР                           | ЕР          | 51    |
| Фадзаев, Арсен Сулейманович            | 29.12.2003             | СПС                          | ЕР          | 22    |
| Фёдоров, Евгений Алексеевич            | 29.12.2003             | ЕР                           | ЕР          | фед.  |
| Филиппов, Александр Николаевич         | 29.12.2003             | Самовыдвижение               | ЕР          | 123   |
| Фокин, Александр Иванович              | 29.12.2003             | ЕР                           | ЕР          | фед.  |
| Фоменко, Александр Владимирович        | 29.12.2003             | Родина                       | Вне фракций | фед.  |
| Фральцова, Тамара Анатольевна          | 29.12.2003             | ЕР                           | ЕР          | 89    |
| Фурман, Александр Борисович            | 29.12.2003             | ЕР                           | ЕР          | 6     |
| Хайруллин, Айрат Назипович             | 29.12.2003             | ЕР                           | ЕР          | 27    |
| Хамитов, Эдуард Шайхуллович            | 15.03.2005             | ЕР                           | ЕР          | фед.  |
| Харитонов, Александр Николаевич        | 29.12.2003             | Самовыдвижение               | ЕР          | 130   |
| Харитонов, Николай Михайлович          | 29.12.2003             | КПРФ                         | КПРФ        | 124   |
| Харченко, Иван Николаевич              | 29.12.2003             | Родина                       | СР-Р        | 44    |
| Хвоинский, Леонид Адамович             | 29.12.2003             | ЕР                           | ЕР          | фед.  |
| Хинштейн, Александр Евсеевич           | 29.12.2003             | Самовыдвижение               | ЕР          | 122   |
| Хованская, Галина Петровна             | 29.12.2003             | Яблоко                       | Вне фракций | 194   |
| Хор, Глеб Яковлевич                    | 29.12.2003             | ЕР                           | ЕР          | фед.  |
| Храмов, Рэм Андреевич                  | 29.12.2003             | ЕР                           | ЕР          | 131   |
| Чайка, Валентин Васильевич             | 29.12.2003             | НПРФ                         | ЕР          | 74    |
| Чаплинский, Сергей Игоревич            | 29.12.2003             | Родина                       | РНВС        | фед.  |
| Черёмушкин, Василий Павлович           | 29.12.2003             | ЕР                           | ЕР          | фед.  |
| Черепков, Виктор Иванович              | 29.12.2003             | Самовыдвижение               | РНВС        | 52    |
| Чернышенко, Игорь Константинович       | 29.12.2003             | ЕР                           | ЕР          | 116   |
| Чернышов, Алексей Геннадиевич          | 29.12.2003             | ЛДПР                         | ЛДПР        | фед.  |
| Чижов, Сергей Викторович               | 29.12.2003             | ЕР                           | ЕР          | 77    |
| Чикин, Валентин Васильевич             | 29.12.2003             | КПРФ                         | КПРФ        | фед.  |
| Чилингаров, Артур Николаевич           | 29.12.2003             | ЕР                           | ЕР          | 218   |
| Чиркин, Андрей Борисович               | 29.12.2003             | ЕР                           | ЕР          | фед.  |
| Чуев, Александр Викторович             | 29.12.2003             | Родина                       | СР-Р        | фед.  |
| Чуров, Владимир Евгеньевич             | 29.12.2003             | ЛДПР                         | ЛДПР        | фед.  |
| Чухраёв, Александр Михайлович          | 29.12.2003             | ЕР                           | ЕР          | 97    |
| Шаврин, Сергей Иванович                | 09.12.2005             | ЕР                           | ЕР          | 199   |
| Шадаев, Дамир Равильевич               | 29.12.2003             | ЛДПР                         | ЛДПР        | фед.  |
| Шайхутдинов, Рифат Габдулхакович       | 29.12.2003             | ЛДПР                         | ЛДПР        | фед.  |
| Шаккум, Мартин Люцианович              | 29.12.2003             | ЕР                           | ЕР          | 106   |
| Швалев, Фёдор Михайлович               | 24.12.2004             | ЕР                           | ЕР          | 142   |
| Швец, Любовь Никитична                 | 29.12.2003             | КПРФ                         | КПРФ        | 127   |
| Шевелёв, Андрей Владимирович           | 29.12.2003             | ЕР                           | ЕР          | 210   |
| Шевцов, Георгий Егорович               | 29.12.2003             | ЕР                           | ЕР          | фед.  |
| Шеин, Олег Васильевич                  | 29.12.2003             | Самовыдвижение               | СР-Р        | 63    |
| Шелищ, Пётр Борисович                  | 29.12.2003             | Самовыдвижение               | ЕР          | 211   |
| Шестаков, Василий Борисович            | 29.12.2003             | Родина                       | СР-Р        | фед.  |
| Шибалкин, Александр Степанович         | 29.12.2003             | ЕР                           | ЕР          | фед.  |
| Шиманов, Александр Алексеевич          | 29.12.2003             | ЕР                           | ЕР          | 99    |
| Шипунов, Константин Борисович          | 07.04.2005             | ЕР                           | ЕР          | фед.  |
| Широков, Сергей Валентинович           | 29.12.2003             | ЕР                           | ЕР          | 192   |
| Шишкарев, Сергей Николаевич            | 29.12.2003             | Родина                       | ЕР          | 46    |
| Шоршоров, Степан Мкртычевич            | 29.12.2003             | ЕР                           | ЕР          | фед.  |
| Шпак, Георгий Иванович                 | 29.12.2003             | Родина                       | СР-Р        | фед.  |
| Шпорт, Вячеслав Иванович               | 29.12.2003             | Самовыдвижение               | ЕР          | 58    |
| Штогрин, Сергей Иванович               | 29.12.2003             | КПРФ                         | КПРФ        | 214   |
| Шуба, Виталий Борисович                | 29.12.2003             | ЕР                           | ЕР          | 83    |
| Эренбург, Владимир Александрович       | 29.12.2003             | ЕР                           | ЕР          | фед.  |
| Южилин, Виталий Александрович          | 29.12.2003             | Родина                       | ЕР          | 101   |
| Юревич, Михаил Валерьевич              | 29.12.2003             | НПРФ                         | ЕР          | 183   |
| Язев, Валерий Афонасьевич              | 29.12.2003             | ЕР                           | ЕР          | 164   |
| Яковлева, Татьяна Владимировна         | 29.12.2003             | ЕР                           | ЕР          | 80    |
| Ямадаев, Руслан Бекмирзаевич           | 29.12.2003             | ЕР                           | ЕР          | фед.  |

## Отказавшиеся от мандатов депутаты[70]
Ниже приведён список депутатов ГД ФС РФ четвёртого созыва (в алфавитном порядке), избранных в нижнюю палату парламента согласно Постановлению ЦИК РФ от 19 декабря 2003 г. № 71/615-IV «Об установлении общих результатов выборов депутатов Государственной Думы Федерального Собрания Российской Федерации четвертого созыва», но впоследствии отказавшихся от мандатов на основании личных заявлений:

### «Всероссийская политическая партия „Единство и Отечество“ — Единая Россия»
Мандаты признаны вакантными Постановлением ЦИК РФ от 24 декабря 2003 г. № 72/620-IV:
- Беглов, Александр Дмитриевич
- Бетин, Олег Иванович
- Бойцев, Анатолий Александрович
- Волков, Александр Александрович
- Громов, Борис Всеволодович
- Гужвин, Анатолий Петрович
- Евдокимов, Юрий Алексеевич
- Ефремов, Анатолий Антонович
- Ишаев, Виктор Иванович
- Коков, Валерий Мухамедович
- Лисицын, Анатолий Иванович
- Лужков, Юрий Михайлович
- Маслов, Виктор Николаевич
- Меркушкин, Николай Иванович
- Мухаметшин, Фарид Хайруллович
- Неёлов, Юрий Васильевич
- Позгалёв, Вячеслав Евгеньевич
- Рашников, Виктор Филиппович
- Рахимов, Муртаза Губайдуллович
- Россель, Эдуард Эргартович
- Савенко, Юрий Алексеевич
- Савченко, Евгений Степанович
- Садовничий, Виктор Антонович
- Сердюков, Валерий Павлович
- Собянин, Сергей Семёнович
- Совмен, Хазрет Меджидович
- Строев, Егор Семёнович
- Ткачёв, Александр Николаевич
- Тулеев, Аман Гумирович
- Фёдоров, Алексей Иннокентьевич
- Филипенко, Александр Васильевич
- Хлопонин, Александр Геннадьевич
- Ходырев, Геннадий Максимович
- Чуб, Владимир Фёдорович
- Шаймиев, Минтимер Шарипович
- Шойгу, Сергей Кужугетович
- Штыров, Вячеслав Анатольевич

### КПРФ
Мандат Белова Юрия Павловича признан вакантным Постановлением ЦИК РФ от 24 декабря 2003 г. № 72/621-IV.